# 武汉日夜
《武汉日夜》是中华人民共和国国内首部战疫纪录电影，由中国中央电视台电影频道与湖北广播电视台联合出品、曹金玲执导，影片记叙了中国政府应对2019冠状病毒病疫情的过程，于2021年1月在中国内地上映。